# Joyce Glacier
Joyce Glacier är en glaciär i Antarktis. Den ligger i Östantarktis. Nya Zeeland gör anspråk på området. Joyce Glacier ligger 555 meter över havet.
Terrängen runt Joyce Glacier är kuperad åt sydväst, men åt nordost är den bergig. Joyce Glacier ligger nere i en dal. Trakten är obefolkad. Det finns inga samhällen i närheten.